# یوزپلنگ تانزانیایی
یوزپلنگ تانزانیایی (نام علمی: Acinonyx jubatus raineyi) نام یک زیرگونه از یوزپلنگ است.
این یوزپلنگ بیشتر در چمن‌زارهای شرق آفریقا و در کشورهای تانزانیا، کنیا، اوگاندا و سومالی زندگی می‌کند، یوزپلنگ تانزانیایی معمولاً در حدود ۱۱۰–۱۳۵ سانتی‌متر طول بدن و ۷۰ تا ۷۵ کیلوگرم وزن می‌باشد.

## نگارخانه

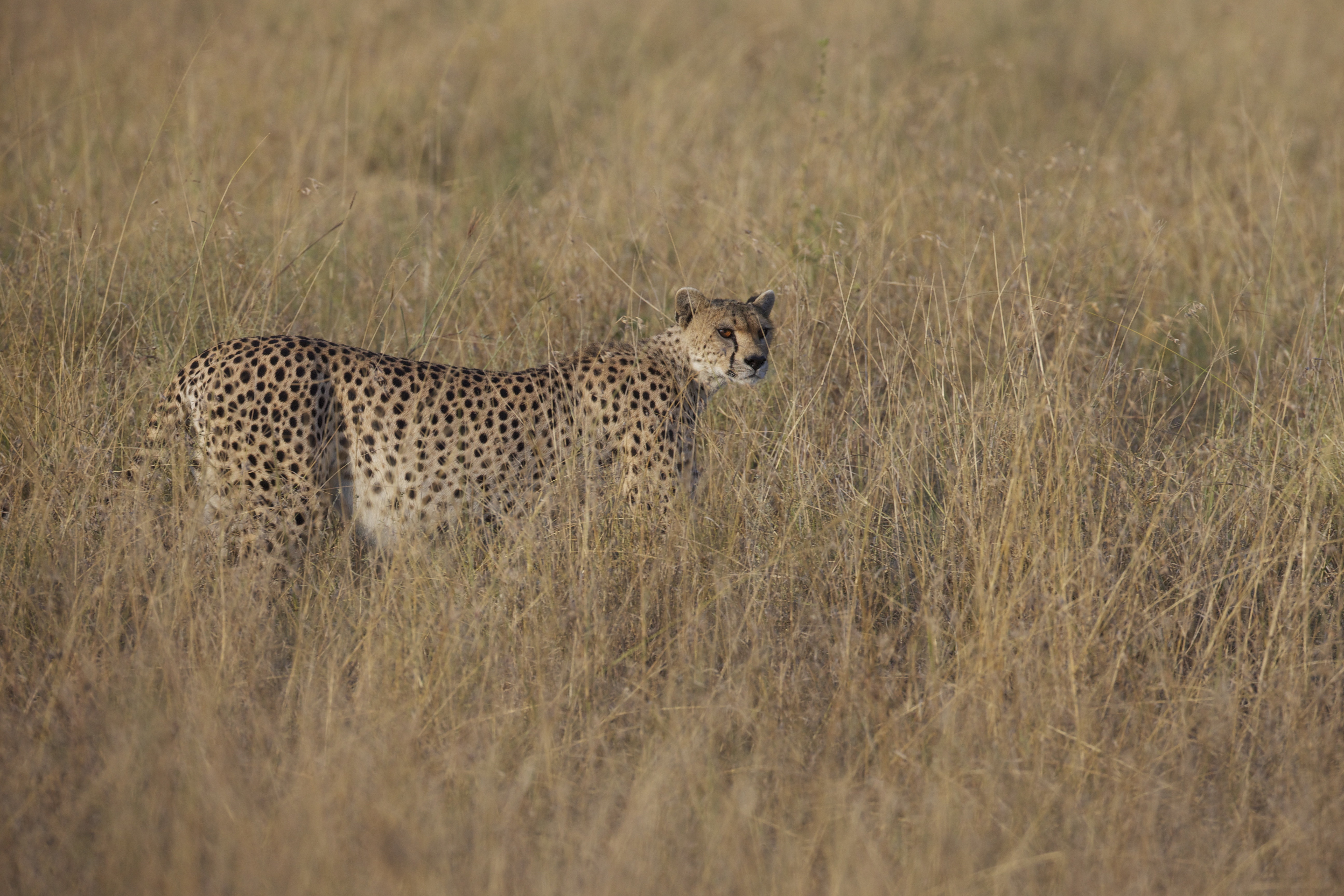
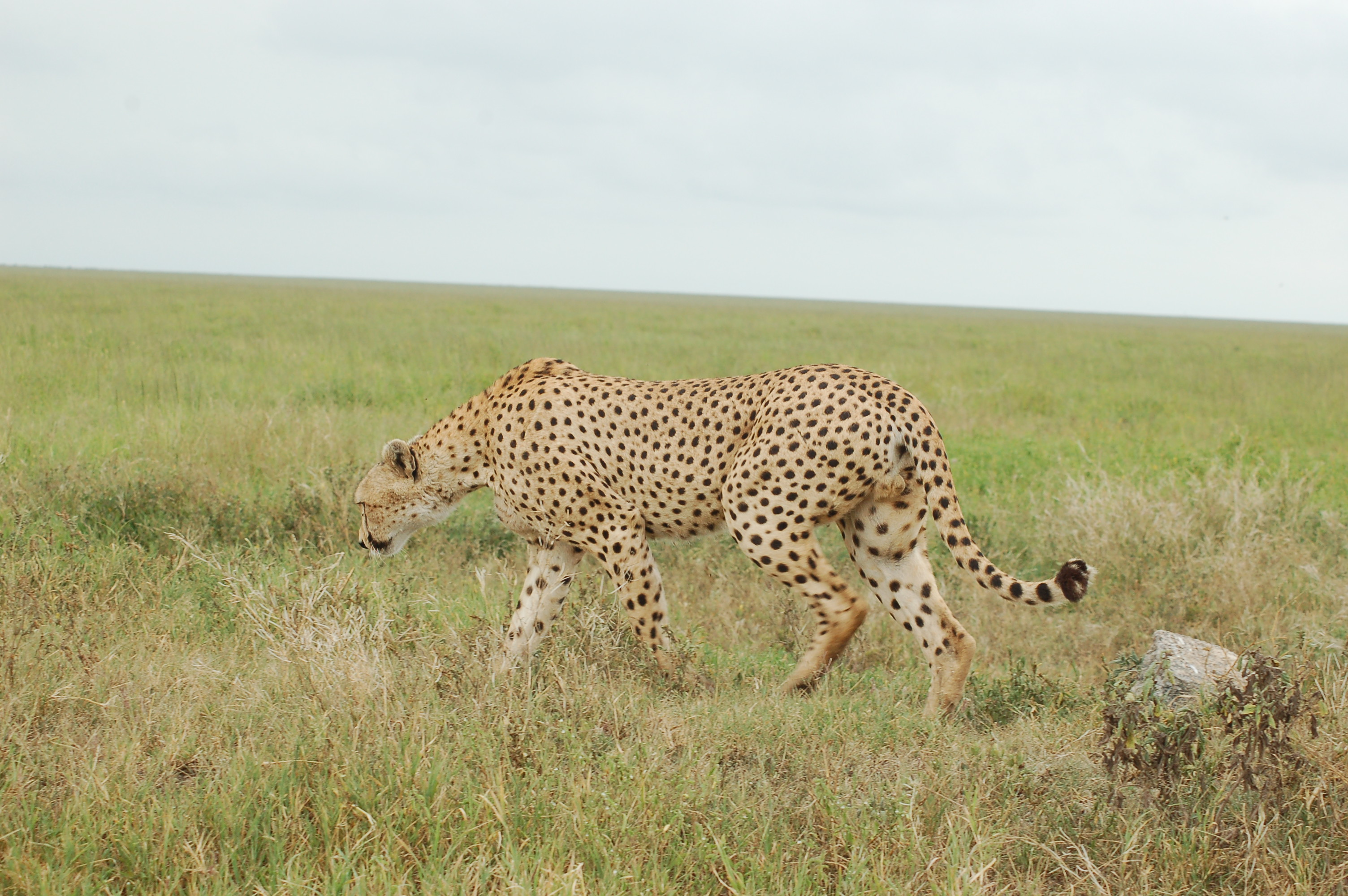
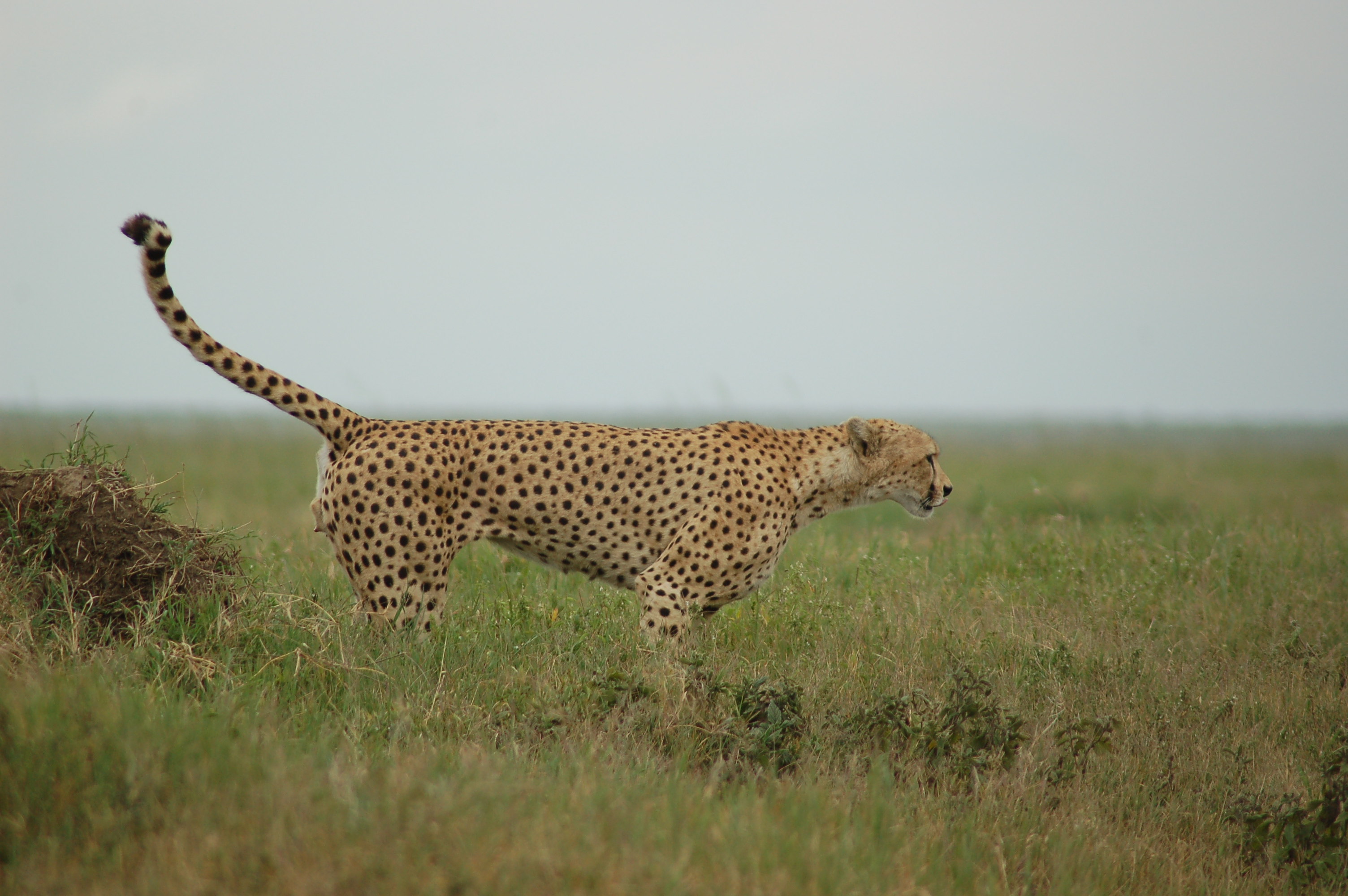
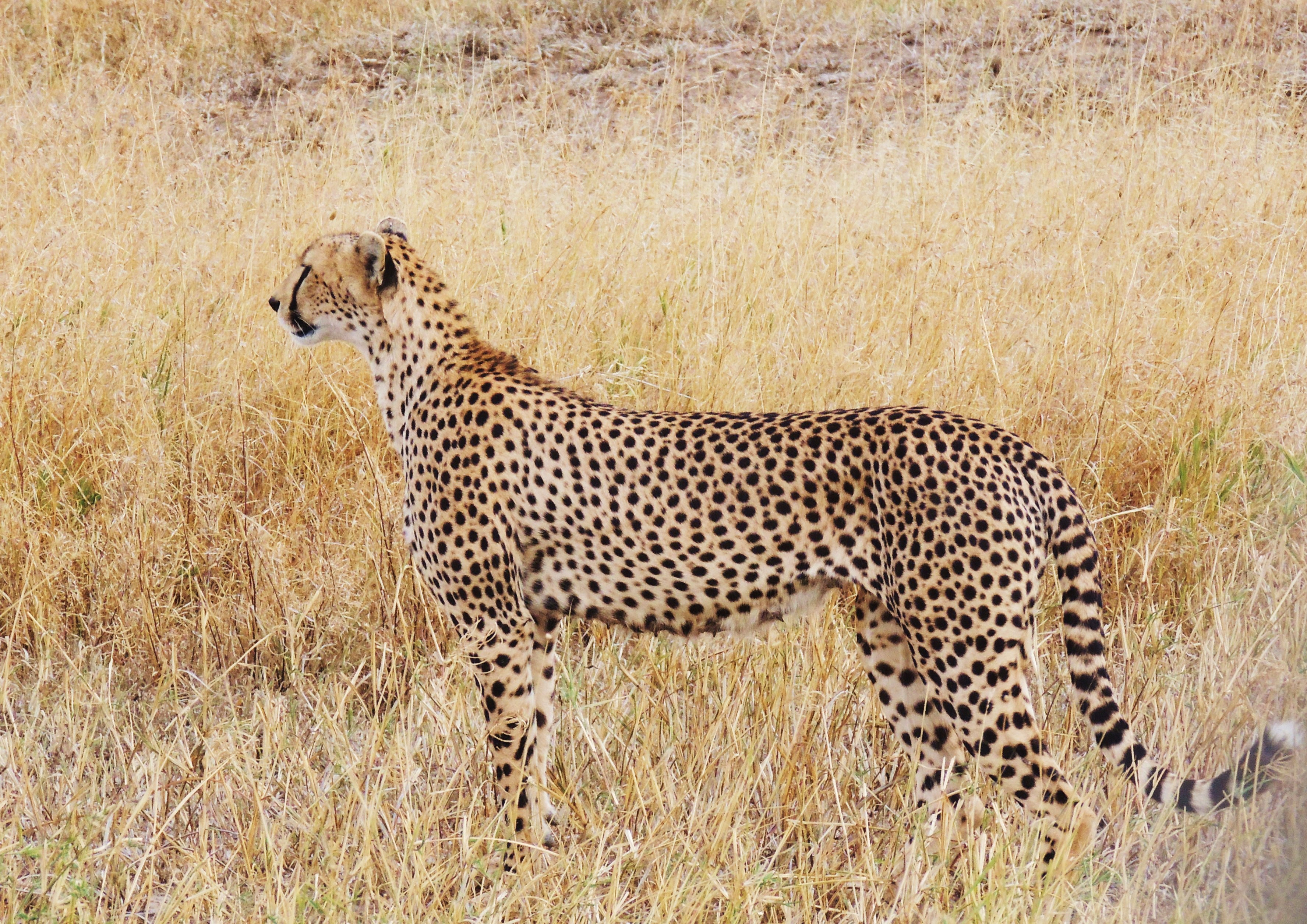
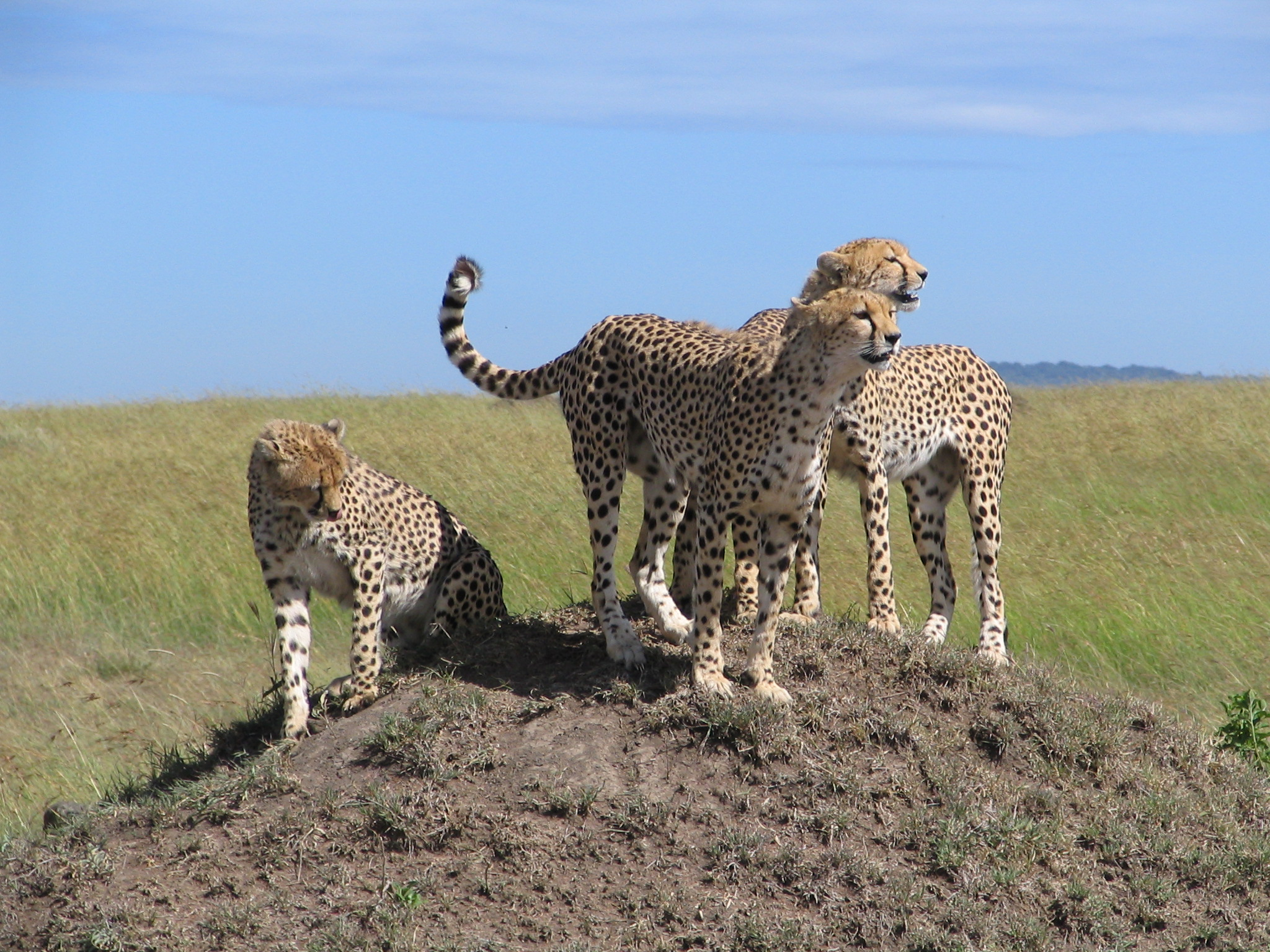
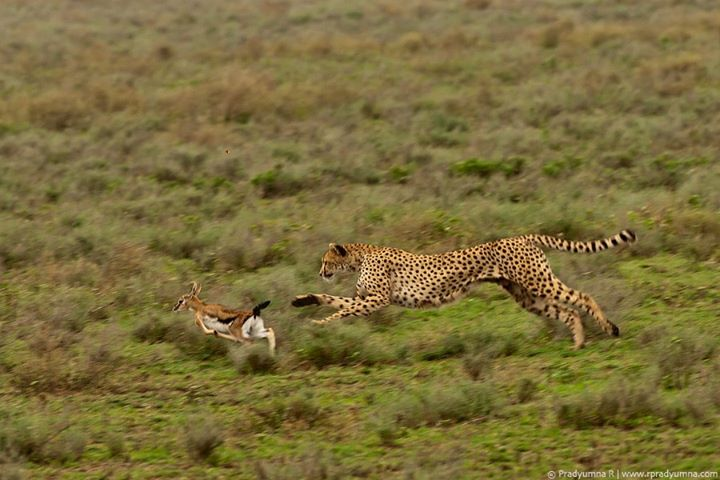
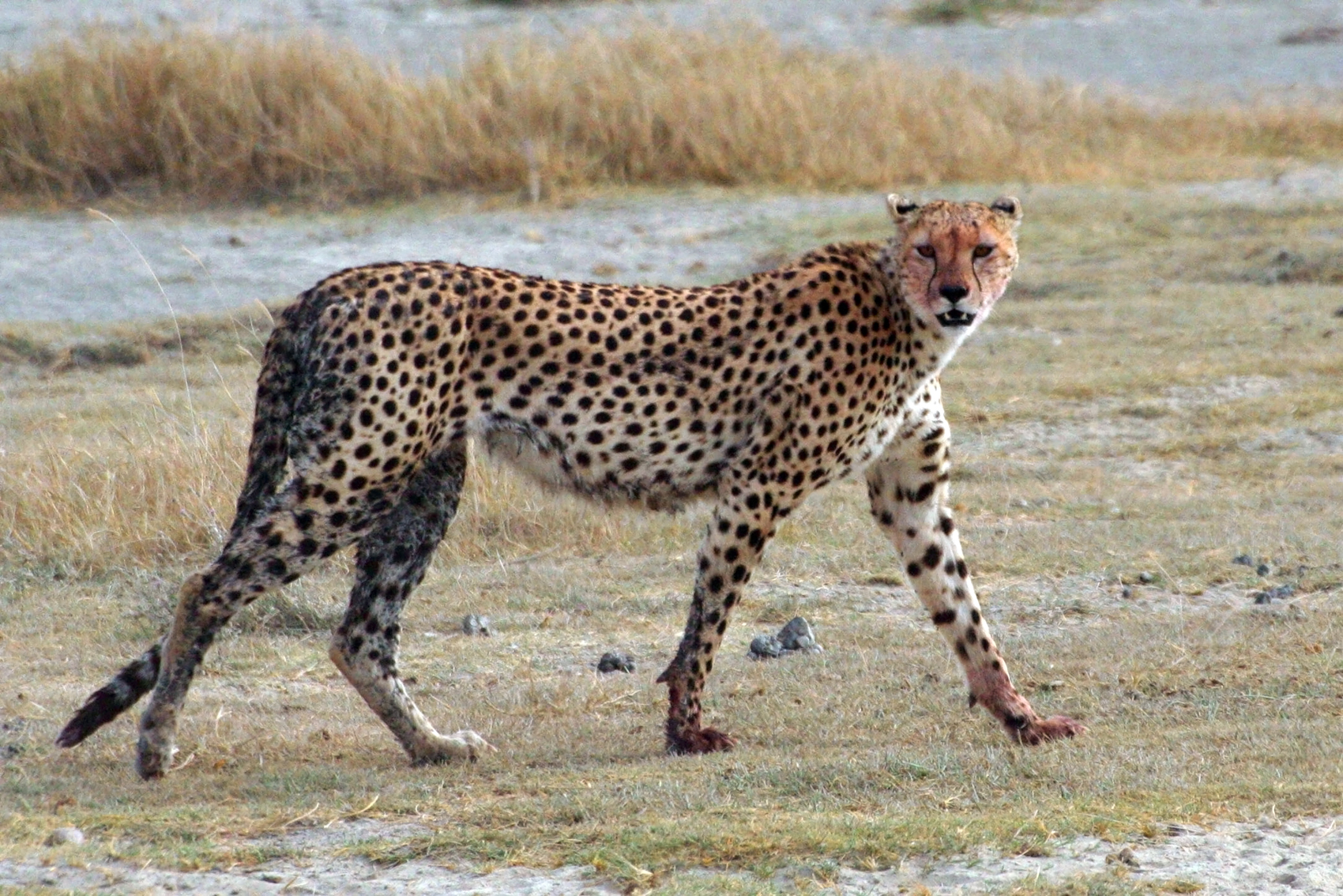
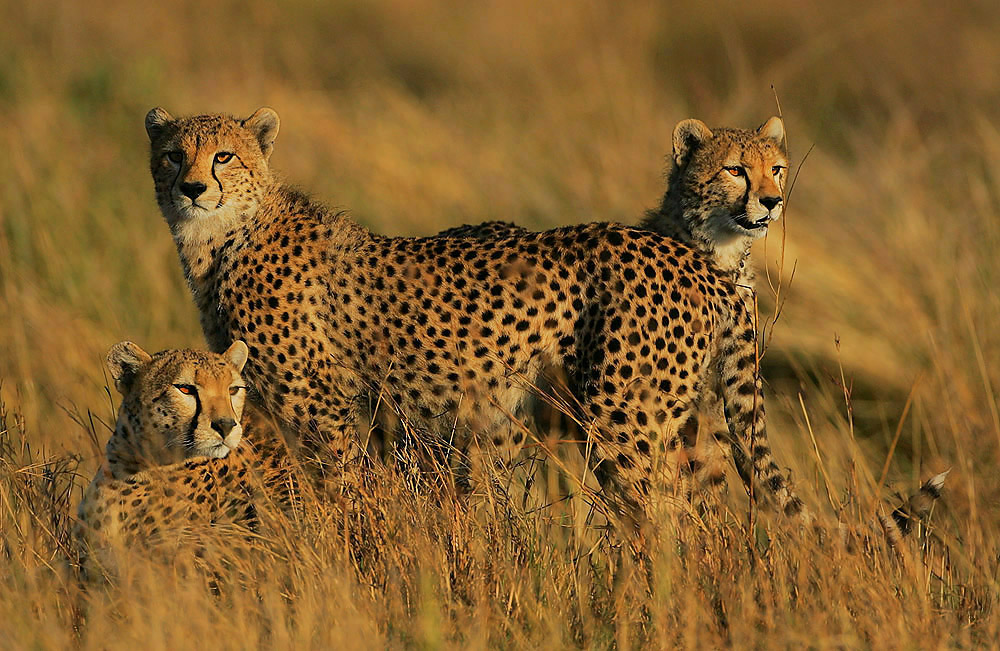